# Книга Руфь
Книга Руфи (ивр. מגילת רות‎ [мегилат рут], в переводе с ивр. — «Свиток Рут») — книга, входящая в состав еврейской Библии (Танаха) и Ветхого Завета. Пятая книга раздела Ктувим (Писания) еврейской Библии.
В книге Руфи подробно изложена история жизни главной героини книги — Руфь. Книга Руфи — это своего рода буколическая повесть, яркими красками рисующая патриархальный быт того времени. Рассказ о том, как бедная Руфь собирала колосья на жатве богатого Вооза, как последний, обратив на неё внимание, приказал рабочим побольше оставлять недожатых колосьев, как, по совету свекрови, Руфь стыдливо предъявила свои родственные права на Вооза и как последний перед старейшинами города утвердил своё право на неё, изложен с неподражаемой простотой и искренностью.

## Содержание книги
Книга разделена на четыре главы.

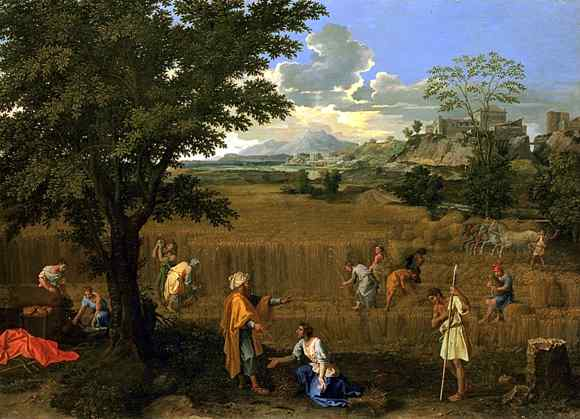
Руфь и Вооз, Пуссен, 1660—1664

- Первая рассказывает о голоде в Земле Израиля, из-за которого Елимелех с женой Ноеминь и двумя сыновьями отправляются в Моав. Там сыновья женятся на моавитянках, спустя какое-то время Елимелех и два его сына умирают. Ноаминь остается с двумя невестками — Руфь и Орфа[англ.]. Когда Ноаминь решает вернуться в Землю Израиля, лишь Руфь остается с ней.
- Вторая глава повествует о том, как Руфь собирает колоски, оставленные на поле Вооза, дальнего родственника Ноаминь, после жатвы для своей свекрови.
- Третья глава — о том, как Руфь по совету свекрови открывает Воозу, что он приходится ей родственником.
- Четвертая глава — рассказ о выкупе Воозом прав на женитьбу на Руфи и наследие Елимелеха у более близкого родственника. Руфь рожает Воозу сына, внуком которого становится Давид. Перечисляется родословная Вооза и Давида от Фареса, сына Иуды.

## Место книги в Библии
Книга Руфи принадлежит к числу канонических и помещается в Ветхом Завете вслед за Книгой Судей. Некоторые, в частности, Иосиф Флавий даже помещали её в книгу Судей. В тексте книги Руфи встречаются арамаизмы и позднейшие грамматические формы, что давало повод некоторым исследователям относить её происхождение к гораздо более позднему времени; тем не менее, данные арамаизмы могли быть результатом позднейшей редакции, поэтому версия об авторстве Самуила по-прежнему считается одной из основных.

## В религиозной традиции

### Иудаизм
Книга Руфи является одной из книг Писаний и входит в Пять Свитков (ивр. מגילות‎, Мегилот). Книгу Руфи во многих общинах читают публично в синагоге на утренней молитве праздника Шавуот. Книга Руфи целиком входит в антологию из книг Письменной и Устной Торы (Тикун лейл Шавуот), которую изучают в ночь праздника Шавуот, когда празднуется дарование Торы у горы Синай.
Существует несколько причин, связывающих книгу Руфи с праздником Шавуот:
- Присоединение Руфи к еврейскому народу (гиюр) подобно принятию евреями Торы у горы Синай
- В конце книги Руфи упоминается рождение её правнука, царя Давида, который по преданию умер в Шавуот
- Основные события книги Руфи связаны со временем жатвы.